# Maria Misiągiewicz
Maria Józefa Misiągiewicz (ur. 13 stycznia 1945, zm. 29 września 2021) – polska architektka, prof. dr hab. inż. arch.

## Życiorys
Studiowała na Wydziale Architektury Politechniki Krakowskiej, 20 grudnia 1984 obroniła pracę doktorską Dom mieszkalny w Krakowie, 17 listopada 1999 habilitowała się na podstawie pracy zatytułowanej O prezentacji idei architektonicznej. 14 listopada 2006 nadano jej tytuł profesora w zakresie nauk technicznych. Została zatrudniona na stanowisku profesora zwyczajnego i dyrektora w Instytucie Projektowania Architektonicznego na Wydziale Architektury Politechniki Krakowskiej im. Tadeusza Kościuszki.
Była członkiem Komitetu Architektury i Urbanistyki na Wydziale IV Nauk Technicznych Polskiej Akademii Nauk.
Zmarła 29 września 2021.

## Realizacje
- Wyższe Seminarium Duchowne Zgromadzenia Księży Zmartwychwstańców (1985–1996) (z Dariuszem Kozłowskim i Wacławem Stefańskim)[3]
- Willa Bâteau-Bâteau (1992–1996) (z Dariuszem Kozłowskim)[4]